# Suxy
Suxy [sysi] (en wallon Chuchi, en gaumais Chuchè) est une section et un village de la ville belge de Chiny située en Région wallonne dans la province de Luxembourg.
C'était une commune à part entière avant la fusion des communes de 1977.

## Étymologie
Les avis sont divergents quant à l'étymologie du nom du village. Pour certains, Suxy trouverait son origine dans Sus, le nom latin du sanglier (Sus scrofa), l'animal étant répandu dans la région.
Pour d'autres, il trouverait sa source dans le passage de saint Thibaut de Provins. Ce dernier aurait sucé du miel devant son ermitage dans les environs du village. Saint Thibaut est par ailleurs bien présent dans l'histoire de Suxy, l'église du village portant son nom, ainsi qu'une source.

## Géographie
Ce village typiquement gaumais est situé au cœur de la vaste forêt de Chiny (massif de la forêt d'Anlier), dans le nord de la commune de Chiny, le long de la Basse-Vierre, côté est. C'est le seul village de la commune situé intégralement en Ardenne. L'ancienne commune de Suxy était située à cheval entre l'Ardenne et la Gaume, le hameau des Croisettes se trouvant à la limite des deux régions. Sa superficie est de 2790 ha 47 a 52 ca.
À proximité du village, à l'est le long de l'ancienne route menant à Rossignol, se trouve la réserve naturelle du vague des Gohmets, créée dans les années 1970 et riche d'une faune et d'une flore exceptionnelles.
Un lac de 35 ha, formé à la suite de la construction du barrage hydroélectrique de la Vierre (affluent de la Semois), est situé au sud dans la forêt entre Suxy et Chiny et offre un cadre agréable aux pêcheurs et amoureux de la nature.
Le climat de Suxy est plus froid que dans le reste de la commune, du fait du sol schisto-gréseux et du relief (le village est situé en grande partie dans une cuvette en bord de rivière) ; l'hiver ardennais est également généralement plus long qu'en Gaume.

## Démographie
- Source: INS recensements population

## Histoire
Pour la première fois, Suxy apparut dans un document daté de  l´an 878. Le roi Louis le Bègue fit une donation à son cour de Cheppy (Département Meuse, France; DLB II., no. 016).
Au cours de la Seconde Guerre mondiale, le 10 mai 1940 les Allemands envahissent la Belgique, les Pays-Bas et le Luxembourg. La Belgique autorise immédiatement les armées alliées à pénétrer sur son territoire. C'est ainsi que des unités de cavalerie de la 2e armée française défendent les sorties de Suxy, lorsque le 11 mai 1940, les Allemands de l'Infanterie-Regiment Grossdeutschland arrivent dans les environs du village où ils bousculent le 3e escadron du 11e régiment de cuirassiers et le 1er escadron du 60e Groupe de reconnaissance de Division d'Infanterie qui se repliaient de Neufchâteau. Ces Allemands précèdent ceux du Schützen-Regiment 69 de la 10e Panzerdivision qui entrent dans le village, mais après que les Français ont fait sauter le pont sur la Vierre. Cette destruction et la configuration des lieux profitent à ces derniers qui empêchent les Allemands de progresser tout au long de la matinée. Ferdinand Schaal, le chef de la 10. Panzer-Division, prend alors les choses en mains et trois canons d'assaut StuG III ainsi que les pièces du II./Artillerie-Regiment 70 interviennent et poussent les Français à se replier.

## Patrimoine et culture

### Culture
Le village accueille le championnat de Belgique de pétanque à boules carrées au début de l'été.
Au mois de mars, les habitants célèbrent la fin de l'hiver autour du plus haut et plus beau grand feu de la région.
Une fête villageoise a également lieu chaque année durant le premier week-end d'août.